# Chisocheton velutinus
Chisocheton velutinus är en tvåhjärtbladig växtart som beskrevs av David John Mabberley. Chisocheton velutinus ingår i släktet Chisocheton och familjen Meliaceae. Inga underarter finns listade i Catalogue of Life.